# Marc Wilson
Marc Wilson (Belfast, Irlanda del Norte, 17 de agosto de 1987) es un futbolista irlandés que juega como defensa.

## Carrera
Fue juvenil del Manchester United, pasó a la cantera del Portsmouth, por la falta de minutos ha sido cedido a numerosos equipos, como Luton Town, AFC Bournemouth y Yeovil Town.

## Selección nacional
Ha sido internacional con la selección de fútbol de Irlanda en 25 partidos en los que ha anotado un gol.

## Clubes
| Club                                | País       | Año       |
| ----------------------------------- | ---------- | --------- |
| Portsmouth F. C.                    | Inglaterra | 2006-2010 |
| Yeovil Town F. C. (cedido)          | Inglaterra | 2006      |
| AFC Bournemouth (cedido)            | Inglaterra | 2007      |
| Luton Town F. C. (cedido)           | Inglaterra | 2007      |
| Stoke City F. C.                    | Inglaterra | 2010-2016 |
| AFC Bournemouth                     | Inglaterra | 2016-2017 |
| West Bromwich Albion F. C. (cedido) | Inglaterra | 2017      |
| Sunderland A. F. C.                 | Inglaterra | 2017-2018 |
| Bolton Wanderers F. C.              | Inglaterra | 2018-2019 |
| Þróttur Vogum                       | Islandia   | 2021-2022 |
| ÍBV Vestmannæyjar                   | Islandia   | 2022      |